# Тоса-Синдэн (княжество)

Мон рода Ямаути

Княжество Тоса-Синдэн (яп. 土佐新田藩 Тоса-Синдэн-хан) — феодальное княжество (хан) в Японии периода Эдо (1780—1871). Тоса-Синдэн-хан располагался в провинции Тоса (современная префектура Коти) на острове Сикоку.
Дочернее княжество Тоса-хана.

## Краткая история
- Административный центр: город Коти-Синдэн (современный город Коти, префектура Коти).
- Другое название княжества: Коти-Синдэн-хан (土佐新田藩).
- Доход хана: 13.000 коку риса.
- Княжество управлялось родом Ямаути, который принадлежал к тодзама-даймё и имел статус правителя лагеря (陣屋). Главы роды имели право присутствовать в вербовом зале сёгуна.
- В 1871 году Тоса-Синдэн-хан был ликвидирован и включен в состав провинции Коти.

## Правителя
| № | Имя и годы жизни           | Имя и годы жизни | Годы правления | Ранг, титул     | Примечания                   |
| - | -------------------------- | ---------------- | -------------- | --------------- | ---------------------------- |
| 1 | Ямаути Тоётада (1722—1791) | 山内豊産         | 1780-1783      | 従五位下 遠江守 | Четвертый сын Ямаути Тоёнари |
| 2 | Ямаути Тоёясу (1765—1803)  | 山内豊泰         | 1783-1803      | 従五位下 摂津守 | Пятый сын Ямаути Тоёнобу     |
| 3 | Ямаути Тоётакэ (1786—1825) | 山内豊武         | 1803-1825      | 従五位下 遠江守 | Старший сын Ямаути Тоёясу    |
| 4 | Ямаути Тоёката (1807—1863) | 山内豊賢         | 1825-1856      | 従五位下 遠江守 | Старший сын Ямаути Тоётакэ   |
| 5 | Ямаути Тоёоси (1836—1868)  | 山内豊福         | 1856-1868      | 従五位下 遠江守 | Второй сын Куроды Нагамото   |
| 6 | Ямаути Тоёсигэ (1842—1908) | 山内豊誠         | 1868-1871      | 従五位 侍従     | Старший сын Ямаути Тоёмицу   |